# Carsten Knobel
Carsten Knobel (* 11. Januar 1969 in Marburg) ist ein deutscher Manager. Er ist seit Januar 2020 Vorstandsvorsitzender (CEO) von Henkel. Zuvor war Carsten Knobel seit 2012 Mitglied des Vorstands, zuständig für Finanzen, Einkauf und den Unternehmensbereich Integrated Business Solutions.

## Werdegang
Knobel studierte Betriebswirtschaftslehre und Technische Chemie an der TU Berlin. Seit 2010 ist Carsten Knobel Alumnus der Harvard Business School, an der er das Management-Entwicklungsprogramm (Executive Education Program) absolvierte.
Carsten Knobel begann 1995 bei Henkel als Assistent des Vorstandes, zuständig für Forschung und Entwicklung. Im Jahr 1998 übernahm Knobel die Leitung des Internationalen Marketing Controllings der strategischen Geschäftseinheit Haar, Kosmetik und Körperpflege.
Von 2000 bis 2002 war Carsten Knobel außerdem als Direktor Regional Controlling für das Kosmetik-Geschäft in Nordamerika, Lateinamerika und Asien zuständig. Danach verantwortete er die Schwarzkopf-Marke Taft sowie weitere Teile der strategischen Geschäftseinheit Haar, Kosmetik/Körperpflege.
2004 trat Knobel seine Position als Direktor Business Development für Kosmetik/Körperpflege an und arbeitete an der finanziellen Integration der US-amerikanischen Kosmetikmarke Dial.
Von 2006 bis 2008 war Knobel als Corporate Vice President für die Konzernstrategie und das Konzerncontrolling von Henkel verantwortlich. 2009 stieg er zum Corporate Senior Vice President auf und übernahm zusätzlich die Funktion des Finanzdirektors für den Unternehmensbereich Kosmetik und Körperpflege.
Im Juli 2012 wurde er vom damaligen Henkel-Chef Kasper Rorsted zum Chief Financial Officer (CFO) in den Vorstand berufen, wo er außerdem für den Einkauf zuständig war. Mit 43 Jahren war Casten Knobel einer der jüngsten Vorstandsmitglieder der DAX30-Konzerne. Als Mitglied des Vorstands, zuständig für Finanzen (CFO) und Einkauf, führte er die Shared Service Center (SSC) und die IT-Funktionen von Henkel zu einer gemeinsamen Organisation, den sogenannten Integrated Business Solutions (IBS), zusammen.
Ende 2018 lancierte Knobel eine grüne Kreditlinie mit einem Gesamtvolumen von 1,5 Milliarden Euro bei Henkel als erstem deutschen Unternehmen. Im April 2019 wurde diese innovative und nachhaltige Finanzierungsmethode mit dem Corporate Finance Award der Börsen-Zeitung ausgezeichnet.
Im Oktober 2019 wurde Carsten Knobel als Nachfolger von Hans Van Bylen als Vorstandsvorsitzender von Henkel ernannt. Er trat das Amt zum 1. Januar 2020 an. Er hat sich vorgenommen, Henkel weiterzuentwickeln und das Unternehmen „fit für die Zukunft“ zu machen.
Um sich auf den Vorstandsvorsitz bei Henkel zu konzentrieren, legte Carsten Knobel Ende 2019 sein Amt als stellvertretender Aufsichtsratsvorsitzender beim Bundesligisten Fortuna Düsseldorf nieder. Er ist weiterhin Mitglied des Aufsichtsrats der Lufthansa.

## Familie
Carsten Knobel ist verheiratet und hat zwei Kinder.